# خطاهی
خط آهی، روستایی است از توابع بخش مرکزی شهرستان محمودآباد در استان مازندران ایران.

## جمعیت
این روستا در دهستان هرازپی غربی و در ابتدای جاده ی منطقه ی چهارمحل آهی قرار دارد و براساس سرشماری مرکز آمار ایران در سال ۱۳۸۵، جمعیت آن ۷۳۳ نفر (۱۹۳ خانوار) بوده‌است.